# 빙해
"빙해"는 1987년에 개봉한 대한민국의 영화이다.

## 캐스팅
- 허윤정 : 유리 역
- 한진희
- 하재영
- 전혜성 : 미리 역
- 남궁원 : 성우경 역
- 엄도일
- 정재순 : 최 여사 역
- 강정아
- 노한
- 김현덕
- 박수경 : 애리 역
- 안진수
- 전숙
- 곽건
- 신동욱
- 박예숙
- 김우빈
- 조인혜
- 김동호
- 김은정
- 유경애